# 遮蔽効果
遮蔽効果（しゃへいこうか）は、1つ以上の電子殻をもつ原子において、電子と原子核の間の引力が見かけ上では減少しているように見える効果である。

## 原因
1つの電子しか持たない水素様原子では、電子に働く正味の力は、原子核からの電気的引力と同じ大きさである。しかしより多くの電子を持つ原子では、n殻中のそれぞれの電子は、原子核からの電磁気的な引力だけでなく、1殻～n殻中の他の電子からの反発力も受けている。よって外殻中の電子に働く正味の力は、劇的に小さくなり、内殻中の電子に比べてあまり原子核に束縛されていない。これは遮蔽効果とよばれ、原子核本来の正電荷を部分的に遮蔽すると近似して、化学的反応に寄与する外殻中の電子の電荷（有効核電荷）を主に考えることができる。さらに、外殻電子のうち軌道が内殻よりも内側に軌道が偏在する電子は、内核の電子よりも強い引力を受け軌道が安定する。これを「軌道貫入効果 (Orbital Penetration Effect)」と呼ぶ。例えば2p軌道の動径分布のピークは2s軌道のピークよりも内側にあるが、2s軌道はさらに1s軌道の内側にもピークがある（貫入している）ため安定し、内側の2p軌道は2s電子よりも遮蔽効果が大くなる。遮蔽理論によって、なぜ原子価殻の電子は原子から取り除くことが容易なのか、ということも説明できる。
遮蔽効果の強さは、量子力学による効果のため、正確に計算することは難しい。近似として、以下の方法でそれぞれの電子の有効核電荷を見積ることができる。
 {\displaystyle Z_{\mathrm {eff} }=Z-\sigma \,}
ここでZは原子核の中の陽子の数、{\displaystyle \sigma \,}は考えている電子と原子核の間に存在している電子の平均数である。{\displaystyle \sigma \,}は量子化学とシュレーディンガー方程式を用いたり、スレーター則を用いることで求めることができる。

## 効果の例
遮蔽効果を受けて束縛が小さくなった最外殻電子は自由電子として振る舞う。これが電気伝導や金属光沢といった金属的な性質を特徴づける。
さらに元素の周期が大きくなると、ボーア模型で説明される内殻電子は原子核の軌道エネルギーがさらに高くなってその速度が光速に近づくため、電子の見かけ上の質量が大きくなる相対論効果が加わる。外殻電子はさらに軌道準位が上がって不安定となり、族が大きくなっても金属的性質が現れやすくなる。貴ガス元素も周期が大きくなると閉殻した亜殻電子が結合に寄与して化合物を作るようになり、不活性ではなくなる。